# Георгій III (цар Грузії)
Гео́ргій III (груз. გიორგი III) (пом. 27 березня 1184) — цар Грузії з династії Багратіоні.
Був молодшим сином Деметре I — до моменту його сходження на царство 1156 року син його старшого брата Давида V царевич Деметре (Демна) був неповнолітнім. За царя Георгія III спалахнула жорстока боротьба за вірменські землі. Цар неодноразово займав Ані та стародавню столицю Вірменії Двін, проте остаточно їх приєднано до Грузинського царства за правління його дочки — цариці Тамар.

## Повстання 1177 року
1177 проти Георгія III спалахнуло масштабне повстання. Царевич Демна (Деметре) намагався посісти царський престол і в цьому його підтримували тесть — амірспасалар (головнокомандувач військ) Грузії Іоане Орбелі. До повстанців долучилась значна частина феодалів зі східної та південної Грузії, невдоволена посиленням царської влади. Повстанці мали намір захопити в полон царя, який перебував за містом, проте мети не досягнули. Георгій повернувся до Тбілісі й почав збирати навколо себе своїх прибічників. Одним із перших до царя прибув командувач половецької армії Кубасар із 500 воїнів. У придушенні повстання Георгію III допомогла армія ширваншаха Ахсітана I.
Незважаючи на те, що в руках повстанців було зосереджено значну військову силу (близько 30 тисяч воїнів), вони вагались, сподіваючись на підтримку ззовні. Вони навіть відрядили послів до мусульманських правителів та почали чекати на допомогу. У той час Георгій узяв ініціативу до своїх рук й атакував повстанців. Під час першої ж сутички лави повстанців похитнулись, між ними стався розкол, в результаті чого їх частина перейшла на бік царя.
Царевич Демна та Іоане Орбелі зачинились у вірменській фортеці Лорі. Цар узяв фортецю в облогу, після чого повстанці були змушені здатись цареві. Георгій жорстоко розправився з ними. Царевича Демну було страчено. Така ж доля судилась Іоане Орбелі. Майже весь рід Орбелі було винищено, врятувались лише ті, хто перебував за межами Грузії та кому вдалось утекти.

## Період співправління з дочкою
.

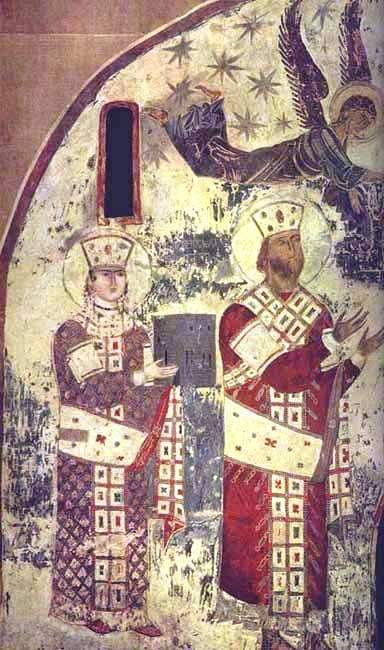
Георгій III і Тамара. Фреска з монастиря Вардзіа

Після придушення повстання цар призначив на високі посади відданих людей. У Георгія III не було синів, і після його смерті на престол мала вступити його дочка Тамара. Щоб уникнути складнощів надалі, цар Георгій вирішив возвести її на трон ще за свого життя. 1178 року він вінчав її на царство як свою співправительку. З того часу батько й дочка правили країною спільно. Того ж року за ініціативою Георгія III і Тамар було скликано збори, на яких було ухвалено рішення щодо запровадження найвищої міри покарання для злодіїв та бандитів, оскільки в країні стало більше грабіжництва та крадіжок. Було створено спеціальну службу «шукачів злодіїв». Здійснені заходи мали свою дію: кількість крадіжок різко скоротилась.

### Виступи церковної знаті
Після поразки на Руїсько-Урбніському соборі (1103) азнаури знову проклали собі шлях до найвищих духовних посад і до кінця XII століття домоглись вирішального впливу у церковних справах. Під їхнім тиском у той час, коли Георгій III переймався придушенням повстання крупних азнаурів, було скликано церковний собор, який зажадав відновлення імунітету церкви, тобто, звільнення церковного майна від обкладення царськими податками.
Враховуючи становище та зростання впливу реакційної знаті на церковні справи, цар був змушений задовольнити вимоги собору щодо відновлення імунітету церкви.

### Закон проти розбійників
1179 року царський дарбаз (державна рада) розробила заходи, спрямовані на викорінення розбійництва, що посилилось у країні.
Питання про боротьбу з розбійниками стало предметом спеціального обговорення на державній раді. Рада рекомендувала винятково круті заходи для викорінення розбійництва. У той час розбоєм займались, насамперед, колишні мдабіури-воїни. Відповідно, закон 1179 року було спрямовано на захист інтересів панівного класу, проти збіднілих землевласників, які не бажали йти в кабалу до феодалів. Цар, перший з феодалів, виконуючи волю свого класу, провадив цей закон у життя, суворо караючи представників того соціального прошарку, на який колись спиралась царська влада в боротьбі з феодальною опозицією.
Закон 1179 року діяв аж до XIII століття. Незважаючи на круті заходи, розбій ще довго не вдавалося припинити.
1184 року Георгій III помер. Його поховали в Гелатському монастирі.

## Родина
Був одружений із царівною Бурдухан, дочкою осетинського царя Худана. В шлюбі народились:
- Тамара, цариця Грузії
- Русудан, царівна

У царя Георгія була також позашлюбна дочка, невідома на ім'я, яка була в шлюбі з принцом Музафар-Ед-Діном, онуком султана Ерзерума.